# Re-Union FC
El Re-Union FC es un equipo de fútbol de Kenia, ganador de dos ligas y tres copas de Kenia en la década de 1960 y 1970, que juega en la actualidad (2013) en la Liga Provincial de Nairobi, la quinta liga de fútbol más importante del país.

## Historia
Fue fundado en el año 1957 en la capital Nairobi con el nombre Reunion, aunque se fusionaron con el Luo Union, equipo de Tanzania de la ciudad de Mwanza. La mayoría de sus jugadores forman parte de la Tanganyika Plantation Company. En 1980 cambiaron su nombre por el que tienen actualmente para no confundirse con el equipo de Tanzania del mismo nombre. Han sido campeones de liga en 2 ocasiones y han ganado 5 torneos de copa, siendo el primer equipo de Kenia en ganar el East and Central Club Championship, la cual ganó en 2 ocasiones.
A nivel internacional ha participado en 2 torneos continentales, en donde su mejor participación ha sido en llegar a cuartos de final de la Copa Africana de Clubes Campeones 1976.
El equipo se vio envuelto en problemas legales debido al abogado Charles Njonjo, el cual se enfrentó a grupos tribales deportivos y organizaciones, lo que hicieron que el club descendiera las divisiones más bajas del fútbol de Kenia.

## Palmarés
- Liga Keniana de Fútbol: 2

1964, 1975
- Copa de Kenia: 3

1964, 1965, 1966
- East and Central Club Championship: 2

1976, 1977

## Participación en competiciones de la CAF
| Temporada | Torneo                            | Ronda            | Club            | Casa | Visita | Global |
| --------- | --------------------------------- | ---------------- | --------------- | ---- | ------ | ------ |
| 1976      | Copa Africana de Clubes Campeones | 2                | Saint-George SA | 3-1  | 2-0    | 5-1    |
| 1976      | Copa Africana de Clubes Campeones | Cuartos de final | MC Algiers      | 3-6  | 0-1    | 3-7    |
| 1977      | Recopa Africana                   | 1                | MO Constantine  | 0-1  | 0-21   | 0-3    |

1- Debido a un error en el calendario, El Luo Union llegó al partido de vuelta la noche del viernes sin 4 jugadores clave para el partido pactado para la noche del sábado, y fallaron en llegar al estadio para el juego. Se le acreditó la victoria al Constantine 2-0.